# Brann Bergen
Der Sportsklubben Brann, kurz SK Brann und im deutschen Sprachraum bekannt als Brann Bergen, ist der größte Fußballverein der Stadt Bergen in Norwegen. Der Verein wurde am 26. September 1908 gegründet.
Seine Heimspiele trägt Brann Bergen im vereinseigenen Brann-Stadion aus, das nach Erweiterungen und Umbauten in den Jahren 1999, 2007 und 2019 nun 16.750 Zuschauer fasst. Die Farben des Vereines sind Rot und Weiß.
In den Spielzeiten 1962, 1963 und 2007 wurde die norwegische Meisterschaft errungen, der norwegische Pokal wurde insgesamt sieben Mal gewonnen (1923, 1925, 1972, 1976, 1982, 2004 und 2022 (Das Finale des 2022er Pokals fand aufgrund von Spätfolgen der Corona-Pandemie im Mai 2023 statt.)). Zu den größten internationalen Erfolgen gehört das Erreichen des Viertelfinales im Wettbewerb um den Europapokal der Pokalsieger 1997. Größere internationale Erfolge blieben dem Verein bisher versagt.
Von 1987 bis 2021 spielte SK Brann – mit einer Unterbrechung 2015 – durchgängig in der höchsten norwegischen Liga, der Eliteserie. In der Saison 2021 stieg der Klub nach einem dramatischen Relegations-Playoff erneut ab, gefolgt vom direkten Wiederaufstieg als souveräner Meister der 1. Division im Jahr darauf, wo mit dem 2. Tabellenplatz auf Anhieb die Teilnahme an der Conference-League-Qualifikation 2024/25 gelang.

## Titel und Erfolge

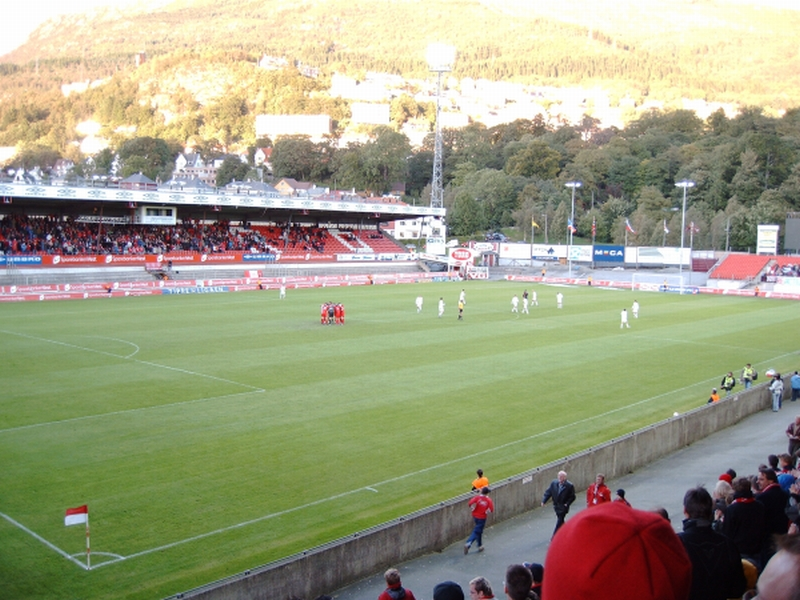
UEFA-Cup in Bergen: Brann gegen Lokomotive Moskau am 15. September 2005 (1:2)

### Norwegische Liga-Meisterschaft
- Meister: 1962; 1963; 2007
- 2. Platz: 1975; 1997; 2000; 2006; 2016; 2023; 2024

### Norwegischer Pokal(Norgesmesterskap)
- 1923 (2:1 gegen Lyn Oslo)
- 1925 (3:0 gegen Sarpsborg FK)
- 1972 (1:0 gegen Rosenborg Trondheim)
- 1976 (2:1 gegen Sogndal IL)
- 1982 (3:2 gegen Molde FK)
- 2004 (4:1 gegen Lyn Oslo)
- 2022 (2:0 gegen Lillestrøm SK) (Finale im Mai 2023)
- Weitere acht Finalteilnahmen: 1917; 1918; 1950; 1978; 1987; 1988; 1995; 1999; 2011

### Europapokalbilanz
SK Brann kann auf vielfache Teilnahme an internationalen Wettbewerben verweisen:
- Größter Erfolg: Viertelfinale im Europapokal der Pokalsieger 1996/97 (1:1 und 0:3 gegen den FC Liverpool).
- 2006 erreichte der Verein trotz eines 6. Platzes in der Tippeligaen 2005 am Ende der Saison durch die UEFA-Fair-Play-Wertung den UEFA-Pokal. Nach 2002 gelang dies damit bereits zum zweiten Mal auf diesem Wege.
- In der UEFA-Cup Saison 2007/08 scheiterte Brann Bergen, nachdem man unter anderem FC Brügge und Dinamo Zagreb aus dem Wettbewerb geworfen hatte in der Zwischenrunde am FC Everton aus Liverpool (0:2, 1:6).
- In der Spielzeit 2008/09 scheiterte der SK Brann in der 3. Qualifikationsrunde für die Champions League an Olympique Marseille.
- Bei vier Europapokalteilnahmen ab der Saison 2017/18 kam Brann Bergen nicht über die Qualifikationsrunden hinaus. Zuletzt scheiterte die Mannschaft in den Play-Offs  der UEFA Conference League 2024/25 am FK Astana aus Kasachstan.
- Durch die Vizemeisterschaft 2024 gelang dem Team der Sprung in die Qualifikation für die UEFA Champions League 2025/26

| Saison  | Wettbewerb                    | Runde                  | Gegner                   | Gesamt          | Hin     | Rück          |
| ------- | ----------------------------- | ---------------------- | ------------------------ | --------------- | ------- | ------------- |
| 1973/74 | Europapokal der Pokalsieger   | 1. Runde               | Gżira United             | 9:0             | 2:0 (A) | 7:0 (H)       |
| 1973/74 | Europapokal der Pokalsieger   | 2. Runde               | Glentoran FC             | 2:4             | 1:1 (H) | 1:3 (A)       |
| 1976/77 | UEFA-Pokal                    | 1. Runde               | Queens Park Rangers      | 00:11           | 0:4 (A) | 0:7 (H)       |
| 1977/78 | Europapokal der Pokalsieger   | 1. Runde               | ÍA Akranes               | 5:0             | 1:0 (H) | 4:0 (A)       |
| 1977/78 | Europapokal der Pokalsieger   | 2. Runde               | FC Twente Enschede       | 1:4             | 0:2 (A) | 1:2 (H)       |
| 1983/84 | Europapokal der Pokalsieger   | 2. Runde               | NEC Nijmegen             | 1:2             | 1:1 (A) | 0:1 (H)       |
| 1989/90 | Europapokal der Pokalsieger   | 1. Runde               | Sampdoria Genua          | 0:3             | 0:2 (H) | 0:1 (A)       |
| 1996/97 | Europapokal der Pokalsieger   | Qualifikation          | Shelbourne FC            | 5:2             | 3:1 (A) | 2:1 (H)       |
| 1996/97 | Europapokal der Pokalsieger   | 1. Runde               | Cercle Brügge            | 6:3             | 2:3 (A) | 4:0 (H)       |
| 1996/97 | Europapokal der Pokalsieger   | 2. Runde               | PSV Eindhoven            | 4:3             | 2:1 (H) | 2:2 (A)       |
| 1996/97 | Europapokal der Pokalsieger   | Viertelfinale          | FC Liverpool             | 1:4             | 1:1 (H) | 0:3 (A)       |
| 1997/98 | UEFA-Pokal                    | 1. Qualifikationsrunde | FK Neftochimik           | 4:4             | 2:1 (H) | 2:3 (A)       |
| 1997/98 | UEFA-Pokal                    | 2. Qualifikationsrunde | Grasshopper Club Zürich  | 2:3             | 0:3 (A) | 2:0 (H)       |
| 1998/99 | UEFA-Pokal                    | 2. Qualifikationsrunde | FK Žalgiris Vilnius      | 1:0             | 1:0 (H) | 0:0 (A)       |
| 1998/99 | UEFA-Pokal                    | 1. Runde               | Werder Bremen            | 2:4             | 2:0 (H) | 0:4 n. V. (A) |
| 1999    | UEFA Intertoto Cup            | 2. Runde               | NK Varteks Varaždin      | 3:3 (4:5 i. E.) | 3:0 (H) | 0:3 n. V. (A) |
| 2000/01 | UEFA-Pokal                    | Qualifikation          | FK Liepājas Metalurgs    | 2:1             | 1:1 (A) | 1:0 (H)       |
| 2000/01 | UEFA-Pokal                    | 1. Runde               | FC Basel                 | 6:7             | 2:3 (A) | 4:4 (H)       |
| 2001/02 | UEFA Champions League         | 2. Qualifikationsrunde | Lewski Sofia             | (a)1:1(a)       | 0:0 (A) | 1:1 (H)       |
| 2002/03 | UEFA-Pokal                    | 2. Qualifikationsrunde | Sūduva Marijampolė       | 4:6             | 2:3 (H) | 2:3 (A)       |
| 2005/06 | UEFA-Pokal                    | 2. Qualifikationsrunde | AC Allianssi             | 2:0             | 0:0 (H) | 2:0 (A)       |
| 2005/06 | UEFA-Pokal                    | 1. Runde               | Lokomotive Moskau        | 3:5             | 1:2 (H) | 2:3 (A)       |
| 2006/07 | UEFA-Pokal                    | 1. Qualifikationsrunde | Glentoran FC             | 2:0             | 1:0 (A) | 1:0 (H)       |
| 2006/07 | UEFA-Pokal                    | 2. Qualifikationsrunde | Åtvidabergs FF           | (a)4:4(a)       | 3:3 (H) | 1:1 (A)       |
| 2007/08 | UEFA-Pokal                    | 1. Qualifikationsrunde | Carmarthen Town          | 14:30           | 8:0 (A) | 6:3 (H)       |
| 2007/08 | UEFA-Pokal                    | 2. Qualifikationsrunde | Sūduva Marijampolė       | 6:4             | 2:1 (H) | 4:3 (A)       |
| 2007/08 | UEFA-Pokal                    | 1. Runde               | FC Brügge                | (a)2:2(a)       | 0:1 (H) | 2:1 (A)       |
| 2007/08 | UEFA-Pokal                    | Gruppenphase           | Hamburger SV             | 0:1             | 0:1 (H) | 0:1 (H)       |
| 2007/08 | UEFA-Pokal                    | Gruppenphase           | Stade Rennes             | 1:1             | 1:1 (A) | 1:1 (A)       |
| 2007/08 | UEFA-Pokal                    | Gruppenphase           | Dinamo Zagreb            | 2:1             | 2:1 (H) | 2:1 (H)       |
| 2007/08 | UEFA-Pokal                    | Gruppenphase           | FC Basel                 | 0:1             | 0:1 (A) | 0:1 (A)       |
| 2007/08 | UEFA-Pokal                    | Sechzehntelfinale      | FC Everton               | 1:8             | 0:2 (H) | 1:6 (A)       |
| 2008/09 | UEFA Champions League         | 2. Qualifikationsrunde | FK Ventspils             | 2:2             | 1:0 (H) | 1:2 (A)       |
| 2008/09 | UEFA Champions League         | 3. Qualifikationsrunde | Olympique Marseille      | 1:3             | 0:1 (H) | 1:2 (A)       |
| 2008/09 | UEFA-Pokal                    | 1. Runde               | Deportivo La Coruña      | 2:2 (2:3 i. E.) | 2:0 (H) | 0:2 n. V. (A) |
| 2017/18 | UEFA Europa League            | 2. Qualifikationsrunde | MFK Ružomberok           | 1:2             | 1:0 (A) | 0:2 (H)       |
| 2019/20 | UEFA Europa League            | 2. Qualifikationsrunde | Shamrock Rovers          | 3:4             | 2:2 (H) | 1:2 (A)       |
| 2023/24 | UEFA Europa Conference League | 3. Qualifikationsrunde | FC Arouca                | 4:3             | 1:2 (A) | 3:1 (H)       |
| 2023/24 | UEFA Europa Conference League | Play-offs              | AZ Alkmaar               | 4:4 (5:6 i. E.) | 1:1 (A) | 3:3 n. V. (H) |
| 2024/25 | UEFA Conference League        | 2. Qualifikationsrunde | Go Ahead Eagles Deventer | 2:1             | 0:0 (A) | 2:1 (H)       |
| 2024/25 | UEFA Conference League        | 3. Qualifikationsrunde | FC St. Mirren            | 4:2             | 1:1 (A) | 3:1 (H)       |
| 2024/25 | UEFA Conference League        | Play-offs              | FK Astana                | 2:3             | 2:0 (H) | 0:3 (A)       |
| 2025/26 | UEFA Champions League         | 2. Qualifikationsrunde | RB Salzburg              | 2:5             | 1:4 (H) | 1:1 (A)       |
| 2025/26 | UEFA Europa League            | 3. Qualifikationsrunde | BK Häcken                | 2:1             | 2:0 (A) | 0:1 (H)       |
| 2025/26 | UEFA Europa League            | Play-offs              | AEK Larnaka              | -:-             | -:- (H) | -:- (A)       |

Gesamtbilanz: 84 Spiele, 31 Siege, 19 Unentschieden, 34 Niederlagen, 125:127 Tore (Tordifferenz −2)

### Platzierungen
| Saison | Liga          | Platz | sonstiges   |
| ------ | ------------- | ----- | ----------- |
| 1963   | 1. Division   | 1     | Meister     |
| 1964   | 1. Division   | 9     |             |
| 1965   | 2. Division B | 3     |             |
| 1966   | 2. Division B | 3     |             |
| 1967   | 2. Division B | 1     |             |
| 1968   | 1. Division   | 5     |             |
| 1969   | 1. Division   | 6     |             |
| 1970   | 1. Division   | 4     |             |
| 1971   | 1. Division   | 9     |             |
| 1972   | 1. Division   | 8     | Pokalsieger |
| 1973   | 1. Division   | 5     |             |
| 1974   | 1. Division   | 4     |             |
| 1975   | 1. Division   | 2     |             |
| 1976   | 1. Division   | 3     | Pokalsieger |
| 1977   | 1. Division   | 6     |             |
| 1978   | 1. Division   | 5     |             |
| 1979   | 1. Division   | 12    |             |
| 1980   | 2. Division B | 1     |             |
| 1981   | 1. Division   | 10    |             |
| 1982   | 2. Division B | 1     | Pokalsieger |
| 1983   | 1. Division   | 10    |             |
| 1984   | 2. Division B | 1     | Aufstieg    |
| 1985   | 1. Division   | 11    |             |
| 1986   | 2. Division B | 1     | Aufstieg    |
| 1987   | 1. Division   | 8     |             |
| 1988   | 1. Division   | 9     |             |
| 1989   | 1. Division   | 7     |             |
| 1990   | 1. Division   | 4     |             |
| 1991   | Tippeliga     | 10    |             |
| 1992   | Tippeliga     | 7     |             |

| Saison | Liga        | Platz | sonstiges   |
| ------ | ----------- | ----- | ----------- |
| 1993   | Tippeliga   | 7     |             |
| 1994   | Tippeliga   | 6     |             |
| 1995   | Tippeliga   | 10    |             |
| 1996   | Tippeliga   | 4     |             |
| 1997   | Tippeliga   | 2     |             |
| 1998   | Tippeliga   | 6     |             |
| 1999   | Tippeliga   | 3     |             |
| 2000   | Tippeliga   | 2     |             |
| 2001   | Tippeliga   | 7     |             |
| 2002   | Tippeliga   | 12    |             |
| 2003   | Tippeliga   | 6     |             |
| 2004   | Tippeliga   | 3     | Pokalsieger |
| 2005   | Tippeliga   | 6     |             |
| 2006   | Tippeliga   | 2     |             |
| 2007   | Tippeliga   | 1     | Meister     |
| 2008   | Tippeliga   | 8     |             |
| 2009   | Tippeliga   | 5     |             |
| 2010   | Tippeliga   | 13    |             |
| 2011   | Tippeliga   | 4     |             |
| 2012   | Tippeliga   | 6     |             |
| 2013   | Tippeliga   | 8     |             |
| 2014   | Tippeliga   | 14    |             |
| 2015   | 1. Division | 2     | Aufstieg    |
| 2016   | Tippeliga   | 2     |             |
| 2017   | Eliteserie  | 5     |             |
| 2018   | Eliteserie  | 3     |             |
| 2019   | Eliteserie  | 9     |             |
| 2020   | Eliteserie  | 10    |             |
| 2021   | Eliteserie  | 14    |             |
| 2022   | OBOS-liga   | 1     | Aufstieg    |

| Saison | Liga       | Platz | sonstiges |
| ------ | ---------- | ----- | --------- |
| 2023   | Eliteserie | 2     |           |
| 2024   | Eliteserie | 2     |           |

| Spielklasse |
| ----------- |
| 1.          |
| 2.          |
| 3.          |

## Ehemalige Trainer
- Karl Geyer (1938–1939)
- Karl-Gunnar Björklund (1991–1992)
- Hallvar Thoresen (1993–1995)
- Steinar Nilsen (2009–2010)
- Rikard Norling (2014–2015)

## Ehemalige Spieler
- Sigurd Wathne (1914–1922)
- Roald Jensen (1956–1959, 1960–1964, 1971–1973)
- Per Egil Ahlsen (1987–1992)
- Joachim Björklund (1990–1993)
- Claus Lundekvam (19??–1996)
- Jan Ove Pedersen (1996–1999)
- Martin Andresen (2005–2008)
- Paul Scharner (2004–2005)
- Ruben Jenssen (2018–2019)

## Rekorde
- Höchster Heimsieg: 11:0 gegen Vard Haugesund, 25. Juni 1997
- Höchster Auswärtssieg: 9:0 gegen Åkra I.L., 5. Mai 2004
- Höchste Heimniederlage: 0:7 gegen FC Lyn Oslo, 8. August 1964
- Höchste Auswärtsniederlage: 0:10 gegen Rosenborg BK, 5. Mai 1996
- Zuschauerrekord, Brann-Stadion: 24.800 gegen Fredrikstad FK, 1. Oktober 1961
- Höchster Zuschauerschnitt: 17.225, Saison 2007[3]
- Meiste Spiele insgesamt: 557, Tore Nordtvedt 1963–1979
- Meiste Spiele (Tippeligaen): 263, Tore Nordtvedt
- Meiste Tore insgesamt: 132, Rolf Birger Pedersen 1957–1972
- Meiste Tore (Tippeligaen): 63, Steinar Aase 1973–1985

## Rivalitäten
Rivalitäten pflegen die Bergener Fans traditionell zu den in ihren Augen hochnäsigen Hauptstädtern von Vålerenga IF aus Oslo. Außerdem ist das Stadion zum „Regionalderby“ gegen Viking Stavanger im Regelfall ausverkauft, und man hegt eine leidenschaftliche Abneigung gegen Lillestrøm SK. Wie nahezu alle norwegischen Fußballfans hegen die Fans Branns auch eine Antipathie gegen den erfolgreichsten Klub des Landes der letzten Jahre, Rosenborg Trondheim.

## Anekdoten
- Der „Kniksenprisen“ (Kniksen-Preis), benannt nach der Brann-Legende Roald „Kniksen“ Jensen, wird jährlich an den besten Spieler der Saison verliehen. Gestiftet wird er vom Verband Norsk Toppfotball, einer Interessensvereinigung der Clubs aus der Tippeliga und 1. Division, sowie der „Knicksenstiftung“. Der Preis wird an den besten Ligaspieler je Position, Trainer und Schiedsrichter pro Saison verliehen, sowie an den besten norwegischen Spieler (Norwegens Spieler des Jahres).
- In den 1980er Jahren war Brann der Inbegriff einer Fahrstuhlmannschaft als der Club zwischen 1979 und 1987 jedes Jahr am Ende der Saison die Klasse wechselte. Diese achtfache Folge von Auf- und Abstieg bedeutet einen (eher unrühmlichen) Weltrekord für diese „Disziplin“.
- Brann ist in Norwegen bekannt für unkonstante Saisonverläufe. Eine in Bergen bekannte Weisheit besagt sinngemäß: „Brann bricht ein, der Herbst hat begonnen!“ Dies bezieht sich auf die angebliche Unfähigkeit der Mannschaft einem guten Saisonstart eine konstant gute Saison folgen zu lassen, ohne gegen Ende der Saison (in Norwegen wird aufgrund des Klimas die Saison im Kalenderjahr gespielt) einzubrechen. Dennoch genießt der Verein bei einem Großteil der Einwohner Bergens enorme Loyalität.
- Zudem werden allgemein nicht viele Hoffnungen in Brann gesetzt. Verdeutlicht wird dies in einer Zeile des Romans Über den Wassern schweben des Bergener Schriftsteller Ragnar Hovland, in dem ein Charakter den Vergleich zieht zu etwas Unmöglichen mit dem Satz: „Das ist, wenn Brann den Pott gewinnt!“
- Das Lied Byen é Bergen wurde von Ove Thue für das 1976er Pokalfinale geschrieben. Mittlerweile ist das Lied eines der bekanntesten Lieder in Norwegen überhaupt. Selbst fußballuninteressierte Norweger kennen meist die Melodie und den Text des Liedes.
- Nicht selten stand Brann seit dem Titelgewinn 1963 wieder vor einer nationalen Meisterschaft. In solchen Jahren tönt dann „Vi gjør det, som i 1963“ im Brann-Stadion. Bisher hat sich diese Hoffnung zum Leidwesen der Fans als unbegründet herausgestellt – bis zum Jahre 2007, als Brann zwei Spieltage vor Schluss 7 Punkte Vorsprung vor Stabaek IF aufwies und den Titel vorzeitig holte. Dieser Titelgewinn löste eine gewaltige Euphorie im ohnehin patriotischen Bergen aus. Knapp 100.000 Menschen feierten an drei Wochenenden mit Großbildleinwand und Feuerwerk auf den Straßen der Innenstadt.
- Brann hat als einziger norwegischer Fußballverein einen Fanclub in New York City.
- Am 10. August 2021 gingen einige Spieler nach dem Training gemeinsam Essen. Anschließend besuchten zwölf von ihnen einen Nachtclub und zogen später in Begleitung von mehreren Frauen in das Brann-Stadion. Die Aktion wurde von Überwachungskameras im Kabinentrakt aufgezeichnet. Daraufhin wurde Mittelfeldspieler Kristoffer Barmen entlassen; weitere Spieler erhielten eine schriftliche Abmahnung. Der dänische Torwart Mikkel Andersen kündigte seinen Vertrag freiwillig, nachdem seine Familie in seiner Heimat bedroht worden war.[4]

## Fangesänge
Das oben erwähnte Lied Byen é Bergen galt lange als die Vereinshymne und der Refrain wird auch heute noch 5- bis 10-mal pro Spiel gesungen:
Byen é Bergen og laget é Brann
Stedet é stadion, så syng alle mann,
Heia, Brann Brann, Braaaan. Heia Brann.
Unter den Fans beliebter ist mittlerweile das Lied Heia Brann der Fan-Band „Den tolvte mann“:
| Heia Brann, heia Brann! Blod é tjukkere enn vann. Heia Brann. Helt fra Kniksen til Paldan har mitt hjerte stått i Brann. Heia Brann, heia Brann. Kom og syng med alle mann. Heia Brann. Vi é lagets tolvte mann. Våre hjerter står i Brann. Fotballen e rund, Eg la skylden på Tom Lund. Eg va heispassasjer. Det gikk opp, det gikk ner, men eg tvilte`kkje et sekund! For eg e ekte Brannsupporter, Eg kjemper helt til fløyten går. for kem står imot når presset blir stort? Den tolvte mann på Store Stå! |  | Heia Brann, heia Brann! Blut ist dicker als Wasser. Heia Brann Von Kniksen bis Paldan hat mein Herz für Brann geschlagen (im Original nicht übersetzbares Wortspiel) Heia Brann, heia Brann! Kommt und singt mit, alle Mann. Heia Brann! Wir sind der 12. Mann der Mannschaft unsere Herzen schlagen für Brann Der Fußball ist rund, ich geb’ die Schuld Tom Lund Ich war Fahrstuhlfahrer Es ging auf, es ging ab aber ich habe nicht eine Sekunde gezweifelt Weil ich ein echter Brannfan bin Kämpfe ich, bis die Pfeife geht, Denn wer hält dagegen, wenn der Druck groß ist? Der zwölfte Mann auf dem Store Stå! |  |

Seit der Saison 2007 hat sich das Lied Gullet ska’ hem als beliebtestes Lied unter den Fans durchgesetzt. Einhergehend mit dem Gewinn der Meisterschaft im selben Jahr wurde Gullet ska’ hem (dt.: Das Gold (der Titel) kommt nach Hause) zum geflügelten Wort.
Fra Nymark til Laksevåg
Fra Nordnes til Loddefjord Torg
Hele Bergen vet at gullet ska hem
Gullet ska hem
Gullet ska heeeeeeeeem
Hem til Bergen
Gullet ska' hem
Kaum ein Verein in Norwegen genießt derartigen Kultstatus wie Brann, weswegen es eine Vielzahl von Liedern gibt. Die wichtigsten Interpreten sind die oben genannten Ove Thue und „Den tolvte Mann“.